# Menacanthus sinuatus
Menacanthus sinuatus är en insektsart som först beskrevs av Hermann Burmeister 1838.  Menacanthus sinuatus ingår i släktet kamlöss, och familjen spolätare. Arten är reproducerande i Sverige.